# Karl Emil Lischke
Karl Emil Lischke, auch Carl Emil Lischke, (* 30. Dezember 1813 in Stettin; † 14. Januar 1886 in Bonn) war ein deutscher Jurist, Diplomat, Kommunalpolitiker und Malakologe. Von 1854 bis 1873 war er Oberbürgermeister der Stadt Elberfeld.

## Leben und Wirken
Nach dem Studium der Rechtswissenschaften an der Universität Berlin wurde Lischke 1834 Auskultator beim Oberlandesgericht in seiner Heimatstadt Stettin, 1840 Oberlandesgerichtsassessor. Im Jahr 1845 wechselte er als Regierungsassessor zur Regierung in Düsseldorf. 1847 ging er als Attaché an die preußische Botschaft in Washington, D.C. Am 3. Dezember 1850 wurde er Bürgermeister in Elberfeld, am 24. Januar 1854 Oberbürgermeister. In seiner Amtszeit wuchs Elberfeld als bedeutende Industriestadt. Lischke legte sein Amt am 1. Januar 1873 krankheitsbedingt nieder. Am 30. Mai 1876 verlieh ihm die Stadt Elberfeld die Ehrenbürgerwürde. Nach seinem Ausscheiden aus dem Amt verlegte er seinen Wohnsitz nach Bonn, wo er am 14. Januar 1886 starb.
Lischke wurde mit dem Roten Adlerorden 3. Klasse (1860), dem Königliche Kronen-Orden 3. Klasse (1862) und dem Königlichen Hausorden von Hohenzollern (1873) ausgezeichnet.

## Ehe und Nachkommen
Lischke heiratete 1854 Alwine von der Heydt (1831–1905), eine Tochter des Elberfelder Unternehmers Daniel von der Heydt. Aus der Ehe gingen vier Kinder hervor, 2 Töchter und 2 Söhne. Eine Tochter war die berühmte Malerin Emmy Lischke.

## Malakologie
Fast sein ganzes Leben hindurch unternahm er weite Reisen. 1837 wanderte er zu Fuß von Stettin bis zur spanischen Grenze und kehrte ab Bordeaux mit dem Schiff zurück. 1852 und 1868 reiste er ins nördliche Afrika. 1875 bereiste er in Begleitung seines Neffen Ceylon und Ostindien. Das dabei entstandene Reisetagebuch wurde nach seinem Tod gedruckt.
Auf allen Reisen sammelte er naturhistorisches Material, vieles davon schenkte er dem Museum Koenig in Bonn. Seine Studien fielen vor allem in das Gebiet der Malakologie. Sein Schwerpunkt lag bei den japanischen Meeres-Mollusken, von denen er eine große Sammlung anlegte und über die er mehrere Werke veröffentlichte. Mehrere Arten wurden von ihm entdeckt und tragen seinen Namen. Im Jahr 1868 wurde ihm für seine Forschungen von der Universität Bonn die Ehrendoktorwürde verliehen. 1873 verkaufte er seine Sammlung und seine private Fachbibliothek an seinen Freund, den Duisburger Apotheker Theodor Löbbecke, der in Düsseldorf ein naturwissenschaftliches Museum einrichtete, das noch heute unter dem Namen Aquazoo – Löbbecke Museum existiert.

## Veröffentlichungen
- Über bürgerliche Armenpflege in großen Städten. ca. 1858.
- Japanische Meeres-Conchylien. Ein Beitrag zur Kenntniss der Mollusken Japan’s mit besonderer Rücksicht auf die geographische Verbreitung derselben. Cassel 1869/1870/1874. (Band 1, Band 2 und 3, dazu etliche Supplemente)
- Tagebuch auf einer Reise nach Ostindien, niedergeschrieben für seine Lieben in der Heimat. Bonn 1886.